# بیگ رد

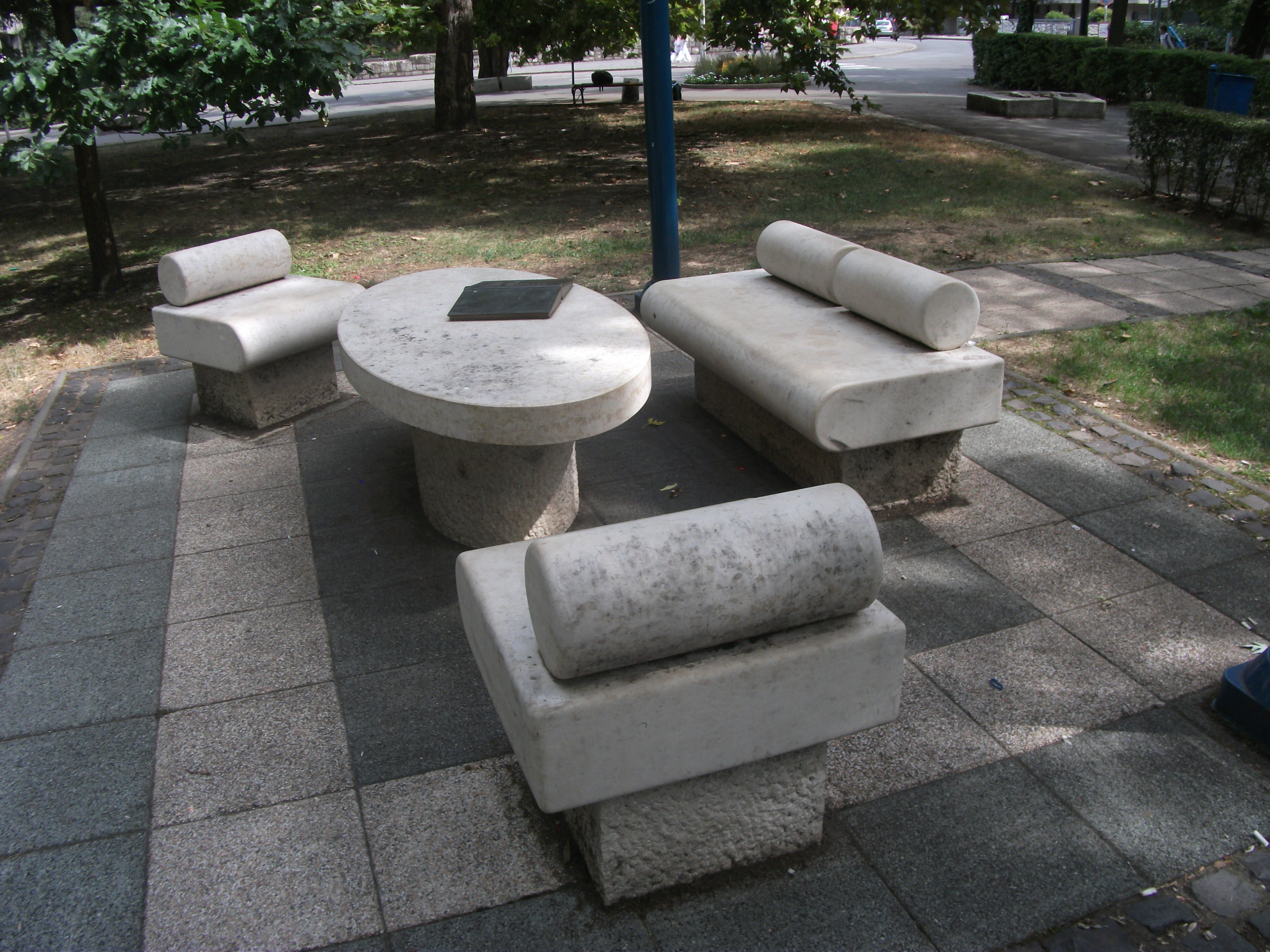
„The Big Read“ in Eger. Sculptor: Zoltán Popovits

بیگ رد (به انگلیسی: The Big Read) یک نظرسنجی برای انتخاب بهترین رمان تمام دوران‌ها بود که در سال ۲۰۰۳ در کشور بریتانیا و توسط بی‌بی‌سی انجام شد. در این نظرسنجی که از طریق اینترنت، پیامک و تلفن انجام شد و بیش از ۷۵۰/۰۰۰ نفر از مردم بریتانیا شرکت کردند. در آخر لیست ۲۰۰ رمان برتر در بریتانیا منتشر شد.

## ۲۰۰ رمان برتر در بریتانیا
1. ارباب حلقه‌ها اثر جی. آر. آر. تالکین
2. غرور و تعصب اثر جین آستن
3. نیروی اهریمنی‌اش اثر فیلیپ پولمن
4. راهنمای مسافران مجانی کهکشان (رمان) اثر داگلاس آدامز
5. هری پاتر و جام آتش اثر جی.کی. رولینگ
6. کشتن مرغ مقلد اثر هارپر لی
7. وینی د پو اثر آلن الکساندر میلن
8. ۱۹۸۴ اثر جرج اورول
9. شیر، کمد و جادوگر اثر سی. اس. لوئیس
10. جین ایر اثر شارلوت برونته
11. تبصره ۲۲ اثر جوزف هلر
12. بلندی‌های بادگیر اثر امیلی برونته
13. Birdsong اثر Sebastian Faulks
14. ربه‌کا اثر دافنه دوموریه
15. ناطور دشت اثر جی. دی. سالینجر
16. باد در درختان بید اثر کنت گراهام
17. آرزوهای بزرگ اثر چارلز دیکنز
18. زنان کوچک اثر لوییزا می الکات
19. ماندولین ک‍اپ‍ی‍ت‍ان ک‍ورل‍ی اثر Louis de Bernières
20. جنگ و صلح اثر لئو تولستوی
21. بربادرفته (رمان) اثر مارگارت میچل
22. هری پاتر و سنگ جادو اثر جی.کی. رولینگ
23. هری پاتر و تالار اسرار اثر جی.کی. رولینگ
24. هری پاتر و زندانی آزکابان اثر جی.کی. رولینگ
25. هابیت (رمان) اثر جی. آر. آر. تالکین
26. تس دوربرویل اثر توماس هاردی
27. میدل‌مارچ اثر جرج الیوت
28. دعا برای اوون مینی اثر جان اروینگ
29. خوشه‌های خشم اثر جان استاین‌بک
30. آلیس در سرزمین عجایب اثر لوئیس کارول
31. داستان تریسی بیکر اثر ژاکلین ویلسون
32. صد سال تنهایی اثر گابریل گارسیا مارکز
33. ستون‌های زمین اثر کن فالت
34. دیوید کاپرفیلد اثر چارلز دیکنز
35. چارلی و کارخانه شکلات‌سازی (رمان) اثر رولد دال
36. جزیره گنج اثر رابرت لویی استیونسن
37. شهری چون آلیس اثر نویل شوت
38. ترغیب (رمان) اثر جین آستن
39. تل‌ماسه (رمان) اثر فرانک هربرت
40. اما (رمان) اثر جین آستن
41. آن در گرین گیبلز اثر لوسی ماد مونتگومری
42. Watership Down اثر ریچارد آدامز
43. گتسبی بزرگ اثر اف. اسکات فیتزجرالد
44. کنت مونت-کریستو اثر الکساندر دوما
45. باری دیگر، برایدزهد اثر اولین وو
46. قلعه حیوانات اثر جرج اورول
47. سرود کریسمس اثر چارلز دیکنز
48. به دور از مردم شوریده اثر توماس هاردی
49. Goodnight Mister Tom اثر میشل ماگوریان
50. در ج‍س‍ت‍ج‍وی ص‍دف اثر رزام‍ون‍د پ‍ی‍ل‍چ‍ر
51. باغ اسرارآمیز اثر فرانسس هاجسون برنت
52. موش‌ها و آدم‌ها اثر جان استاین‌بک
53. ایستادگی (رمان) اثر استیون کینگ
54. آنا کارنینا اثر لئو تولستوی
55. یک خواستگار خوب اثر ویکرام ست
56. غ‍ول ب‍زرگ م‍ه‍رب‍ان اثر رولد دال
57. Swallows and Amazons اثر آرت‍ور رن‍س‍ام
58. زیبای سیاه اثر آنا سیول
59. آرتمیس فاول و گروگانگیری اثر اوئن کالفر
60. جنایت و مکافات اثر فیودور داستایفسکی
61. Noughts & Crosses اثر م‍ال‍وری ب‍لاک‍م‍ن
62. خاطرات یک گیشا اثر آرتور گلدن
63. داستان دو شهر اثر چارلز دیکنز
64. پرنده‌های خارزار اثر کالین مک‌کلاف
65. مورت اثر تری پرچت
66. The Magic Faraway Tree اثر انید بلایتون
67. مجوس اثر جان فاولز
68. فال نیک اثر نیل گیمن و تری پرچت
69. Guards! Guards! اثر تری پرچت
70. سالار مگس‌ها اثر ویلیام گلدینگ
71. عطر (رمان) اثر پاتریک زوسکیند
72. The Ragged-Trousered Philanthropists اثر Robert Tressell
73. Night Watch اثر تری پرچت
74. ماتیلدا (رمان) اثر رولد دال
75. Bridget Jones's Diary اثر ه‍ل‍ن ف‍ی‍ل‍دی‍ن‍گ
76. تاریخ سری اثر دونا تارت
77. زن سفیدپوش اثر ویلکی کالینز
78. اولیس (رمان) اثر جیمز جویس
79. خانه متروک اثر چارلز دیکنز
80. Double Act اثر ژاکلین ویلسون
81. The Twits اثر رولد دال
82. I Capture the Castle اثر دودی اسمیت
83. گودال‌ها (رمان) اثر Louis Sachar
84. Gormenghast اثر مروین پیک
85. خدای چیزهای کوچک اثر ارونداتی روی
86. Vicky Angel اثر ژاکلین ویلسون
87. دنیای قشنگ نو اثر آلدوس هاکسلی
88. Cold Comfort Farm اثر Stella Gibbons
89. جادوگر اثر ریموند ای. فیست
90. در جاده اثر جک کرواک
91. پدرخوانده (رمان) اثر ماریو پوزو
92. قبیله خرس غار اثر جین ام. آئول
93. رنگ جادو اثر تری پرچت
94. کیمیاگر (رمان) اثر پائولو کوئلیو
95. Katherine اثر آنیا سیتن
96. کین و ایبل اثر جفری آرچر
97. عشق سال‌های وبا اثر گابریل گارسیا مارکز
98. Girls in Love اثر ژاکلین ویلسون
99. دفتر خاطرات شاهدخت اثر مگ کابوت
100. بچه‌های نیمه‌شب اثر سلمان رشدی
101. سه مرد در یک قایق اثر جروم ک. جروم
102. خدایان کوچک اثر تری پرچت
103. ساحل اثر الکس گارلند
104. دراکولا اثر برام استوکر
105. نقطه سیاه اثر آنتونی هوروویتس
106. یادداشت‌های پیکویک اثر چارلز دیکنز
107. Stormbreaker اثر آنتونی هوروویتس
108. The Wasp Factory اثر Iain Banks
109. روز ش‍غ‍ال اثر فردریک فورسایت
110. The Illustrated Mum اثر ژاکلین ویلسون
111. جود گمنام اثر توماس هاردی
112. The Secret Diary of Adrian Mole, Aged 13¾ اثر سو تاون‌سند
113. دریای بی‌رحم اثر نیکلاس مونسرات
114. بینوایان اثر ویکتور هوگو
115. شهردار کاستربریج اثر توماس هاردی
116. The Dare Game اثر ژاکلین ویلسون
117. دخ‍ت‍ره‍ای ب‍د اثر ژاکلین ویلسون
118. تصویر دوریان گری اثر اسکار وایلد
119. شوگون (رمان) اثر جیمز کلیول
120. The Day of the Triffids اثر جان ویندهام
121. ژاکلین ویلسون اثر ژاکلین ویلسون
122. بازار خودفروشی اثر ویلیام تاکری
123. حماسه فورسایت اثر جان گالزورثی
124. House of Leaves اثر Mark Z. Danielewski
125. The Poisonwood Bible اثر باربارا کینگسالور
126. Reaper Man اثر تری پرچت
127. Angus, Thongs and Full-Frontal Snogging اثر Louise Rennison
128. سگ باسکرویل اثر آرتور کانن دویل
129. Possession: A Romance اثر آن‍ت‍ون‍ی‍ا س‍وزان ب‍ای‍ات
130. مرشد و مارگاریتا اثر میخائیل بولگاکف
131. سرگذشت ندیمه اثر مارگارت اتوود
132. دنی، قهرمان جهان اثر رولد دال
133. شرق بهشت (رمان) اثر جان استاین‌بک
134. داروی معجزه‌گر اثر رولد دال
135. Wyrd Sisters اثر تری پرچت
136. رنگ ارغوانی اثر آلیس واکر
137. Hogfather اثر تری پرچت
138. سی و نه پله اثر جان باکن
139. ژاکلین ویلسون اثر ژاکلین ویلسون
140. Sleepovers اثر ژاکلین ویلسون
141. در جبهه غرب خبری نیست اثر اریش ماریا رمارک
142. Behind the Scenes at the Museum اثر کیت اتکینسون
143. وفادارانه اثر نیک هورن‌بای
144. آن (رمان) اثر استیون کینگ
145. جیمز و هلوی غول‌پیکر اثر رولد دال
146. مسیر سبز اثر استیون کینگ
147. پاپیون (رمان) اثر آنری شاریر
148. Men at Arms اثر تری پرچت
149. Master and Commander اثر Patrick O'Brian
150. گذرگاه اسکلت اثر آنتونی هوروویتس
151. موسیقی روح اثر تری پرچت
152. Thief of Time اثر تری پرچت
153. پنجمین فیل اثر تری پرچت
154. تاوان (رمان) اثر ایان مک‌یوون
155. رازها اثر ژاکلین ویلسون
156. ش‍م‍ش‍ی‍ر ن‍ق‍ره‌ای اثر ای‍ان س‍رای‍ل‍ی‍ر
157. پرواز بر فراز آشیانه فاخته اثر کن کیسی
158. دل تاریکی اثر جوزف کنراد
159. کیم (رمان) اثر رودیارد کیپلینگ
160. Cross Stitch اثر دایانا گبلدون
161. موبی‌دیک اثر هرمان ملویل
162. River God اثر ویلبر اسمیت
163. ترانه غروب اثر Lewis Grassic Gibbon
164. اخبار کشتیرانی اثر انی پرو
165. The World According to Garp اثر جان اروینگ
166. ل‍ورن‍ا دون اثر ری‍چ‍ارد دادری‍ج ب‍ل‍ک‌م‍ور
167. ژاکلین ویلسون اثر ژاکلین ویلسون
168. The Far Pavilions اثر M. M. Kaye
169. جادوگرها اثر رولد دال
170. تار شارلوت اثر ئی بی وایت
171. فرانکنشتاین اثر مری شلی
172. They Used to Play on Grass اثر تری ونبلز و گ‍وردون وی‍ل‍ی‍ام‍ز
173. پیرمرد و دریا اثر ارنست همینگوی
174. نام گل سرخ اثر اومبرتو اکو
175. دنیای سوفی اثر یوستین گردر
176. Dustbin Baby اثر ژاکلین ویلسون
177. آقای روباه شگفت‌انگیز اثر رولد دال
178. لولیتا اثر ولادیمیر نابوکوف
179. جاناتان مرغ دریایی اثر ریچارد باخ
180. شازده کوچولو اثر آنتوان دو سنت-اگزوپری
181. خانه به دوش اثر ژاکلین ویلسون
182. الیور توئیست اثر چارلز دیکنز
183. The Power of One اثر Bryce Courtenay
184. سایلس مارنر اثر جرج الیوت
185. روانی آمریکایی اثر برت ایستون الیس
186. The Diary of a Nobody اثر George and Weedon Grossmith
187. رگیابی اثر اروین ولش
188. سایه وحشت اثر آر.ال. استاین
189. هایدی اثر یوهانا اشپیری
190. پسران و عشاق اثر دی. اچ. لارنس
191. سبکی تحمل‌ناپذیر هستی اثر میلان کوندرا
192. Man and Boy اثر Tony Parsons
193. حقیقت اثر تری پرچت
194. جنگ دنیاها اثر اچ.جی. ولز
195. ن‍ج‍واگ‍ر اس‍ب اثر ن‍ی‍ک‍ولاس ای‍وان‍ز
196. یک تعادل خوب اثر رویین‌تن میستری
197. Witches Abroad اثر تری پرچت
198. The Once and Future King اثر تی.اچ. وایت
199. ک‍رم اب‍ری‍ش‍م ب‍س‍ی‍ار گ‍رس‍ن‍ه اثر اریک کارل
200. Flowers in the Attic اثر V. C. Andrews

## نویسنده‌ها با بیش از دو اثر در لیست
نویسنده‌ها با بیش از دو اثر در ۵۰ رمان اول
- نویسنده با چهار اثر: جی.کی. رولینگ
- نویسنده با سه اثر: جین آستن و چارلز دیکنز
- نویسنده با دو اثر: توماس هاردی، جرج اورول و جی. آر. آر. تالکین

نویسنده‌ها با بیش از دو اثر در ۱۰۰ رمان اول
- نویسنده با پنج اثر: چارلز دیکنز و تری پرچت
- نویسنده با چهار اثر: جی.کی. رولینگ، رولد دال و ژاکلین ویلسون
- نویسنده با سه اثر: جین آستن
- نویسنده با دو اثر: توماس هاردی، جرج اورول و جی. آر. آر. تالکین، گابریل گارسیا مارکز، جان استاین‌بک و لئو تولستوی

نویسنده‌ها با بیش از دو اثر در کل لیست
- نویسنده با پانزده اثر: تری پرچت
- نویسنده با چهارده اثر: ژاکلین ویلسون
- نویسنده با نه اثر: رولد دال
- نویسنده با هفت اثر: چارلز دیکنز
- نویسنده با چهار اثر: جی.کی. رولینگ و توماس هاردی
- نویسنده با سه اثر: جین آستن، آنتونی هوروویتس، استیون کینگ و جان استاین‌بک
- نویسنده با دو اثر: جرج الیوت، جان اروینگ، گابریل گارسیا مارکز، جرج اورول، جی. آر. آر. تالکین و لئو تولستوی

## بررسی‌های مشابه
- بیگ رید (آلمان)
- بیگ رید (مجارستان)
- بیگ رید (بلغارستان)
- بیگ رید (لتونی)